# Jim Rice
James Edward Rice (Anderson, Carolina del Sur, 8 de marzo de 1953), más conocido como Jim Rice, es un exjugador profesional estadounidense de béisbol que se desempeñó en la posición de jardinero izquierdo en las Grandes Ligas de Béisbol (MLB). Es miembro del Salón de la Fama del Béisbol.

## Carrera
Rice jugó como profesional 16 temporadas en Boston Red Sox (1974-1989), equipo en el que se retiró.

## Reconocimiento
En 2009, ingresó como miembro al Salón de la Fama del Béisbol.